# An-Nasir Muhammad ibn Qaitbay
An-Nasir Muhammad ibn Qaitbay, död 1498, var en egyptisk regent. Han var sultan i mamlukdynastins Egypten mellan 1496 och 1498.